# Pterylium
Pterylium – powierzchnia (pas) skóry ptaka porośnięta piórami konturowymi. Pterylia piskląt mogą różnić się rozmieszczeniem od pteryliów dorosłych ptaków. Najczęściej rozwijają się w fazie embrionalnej, ale mogą także rozwinąć się już po wylęgu. Wyróżnia się następujące pterylia:
- pas  grzbietowy (pterylia spinalis s. dorsalis), często podwójny, sięga od karku po ogon
- po jednym pasie na każdej łopatce (pteryla humeralis)
- po jednej parze pasów udowych (pterylae femorales)
- po parze pasów podudowych – nogawic (pterylae crurales), u niektórych gatunków upierzenie pokrywa cały skok i palce, aż po pazury
- jeden lub dwa pasy brzuszne – tułowiowe (pterylae gastrae), rozwidlające się na piersiach i sięgające okolic kloaki
- pas głowowy (pteryla capitis), często zachodzący na boki szyi
- pasy skrzydłowe (pterylae alaes); w skład upierzenia pasów skrzydłowych wchodzą górne i dolne pokrywy skrzydłowe i lotki
- pas ogonowy (pteryla caudae), w skład którego wchodzą sterówki oraz górne i dolne pokrywy ogonowe
- pas odbytowy (pteryla ani), który tworzy zamknięty pierścień wokół ujścia kloaki